# Рахуба

Карта поширення прізвища РАХУБА на території сучасної України.

Рахуба — українське прізвище, налічує 523 носіїв на території сучасної України. Поширене прізвище в селі Селичівці, у Баришівській селищній громаді Броварського району Київської області. Також видатний пан Рахуба проживав у селі Іва́нівці (кол. Рахубове) — селі в Україні, у Роменському районі Сумської області.

## Тлумачення слова
Слово «рахуба»:
- Найраніше зафіксовано у мовознавчих текстах кінця ХІХ ст. (Іван Матієв, 1895).
- У літературі ХХ ст. розширило спектр значень — від «лічби» та «розрахунку» до емоційно забарвленого поняття клопоту, метушні, перешкоди.
- Найчастіше трапляється у розмовному чи наближеному до народного мовлення контексті.

## Цитати та перші згадки
| Автор              | Рік         | Твір / джерело                   | Значення               | Цитата + Контекст + Посилання                                                |
| ------------------ | ----------- | -------------------------------- | ---------------------- | ---------------------------------------------------------------------------- |
| —                  | —           | Фольклор (без дати)              | –                      | — (поки не зафіксовано)                                                      |
| Іван Матієв        | 1895        | Українська літ. мова на Буковині | Міркування, плани      | «…якась марниця… попсує єму всі єго рахуби та поведе єго житє…»              |
| Іван Матієв        | 1895        | той самий                        | Лічба часу             | «…під час ферий трачу я звичайно рахубу днів…»                               |
| Іван Франко        | бл. 1900–10 | цитата у СУМ‑11                  | Роздуми, плани         | «Думки його губилися в смілих рахубах»                                       |
| Іван Франко        | 1900        | Казка «Рубач»                    | розрахунок, планування | «Валько не помилився в своїй рахубі. Ніхто не впімнувся за хлопським сином.» |
| Леся Українка      | бл. 1907    | фрагмент у СУМ‑11                | Обчислення             | «Чималі тут проценти, як я бачу,та ще й якась заплутана рахуба!»             |
| Степан Васильченко | бл. 1930    | Оповідання «Широкий шлях»        | Несподіваний клопіт    | «Вискочило [щеня] … – Це ж буде рахуба, як порве!»                           |
| Степан Васильченко | бл. 1930    | Оповідання «Широкий шлях»        | Несподіваний клопіт    | «…По чарці випиймо та й уся рахуба.»                                         |
| Степан Васильченко | бл. 1930–40 | можливо «Кармелюк»               | Лічба/перервана лічба  | «Перебили тобі рахубу. Мошко…»                                               |
| Андрій Головко     | 1957        | Цитата, письмова мова            | Метушня, затримка      | «…От рахуба! Із-за одного роззяви, а всі тепер стій!»                        |
| Григорій Тютюнник  | 1964        | цит. у СУМ‑11                    | Сімейний клопіт        | «– Тобі добре … а в мене діти(про «вся рахуба»)»                             |

## Репресовані особи
Згадка про репресованих осіб з прізвищем Рахуба:
- Рахуба Михайло Макарович (нар. 1901, Березова Лука)
- Рахуба Марк Мокійович (нар. 1896, Черкаська область)
- Рахуба Яків Микитович (нар. 1900, Черкаська область)
- Рахуба Сергій Лукашович (нар. 1912, Стрижавка, передмістя містечка Любар Любарської волості Новоград-Волинського повіту Волинської губернії Вінницької області[5])